# Franz Dölger
Franz Dölger (né le 4 octobre 1891 à Kleinwallstadt, mort le 5 novembre 1968 à Munich), est un byzantiniste de renom.

## Biographie
Franz Dölger nait le 4 octobre 1891 à Kleinwallstadt, ville de Basse-Franconie (Allemagne) et fait ses études au lycée Kronberg d’Aschaffenburg. Il étudie ensuite la philologie classique à Munich sous la direction d’Otto Crusius et Albert Rehm où il s’oriente vers les études byzantines. En 1913 et en 1919 il passe le brevet d’enseignement. Mobilisé pendant la guerre, il reçoit la croix de fer (classe II) et la médaille du mérite militaire de Bavière. Il reçoit son doctorat à Munich en 1919, mais au lieu de se diriger vers l’enseignement, il opte pour la bibliothéconomie, devient d’abord employé de la Bibliothèque d’État de Bavière, puis en 1921, de la bibliothèque de l’Université de Munich où il est bibliothécaire en chef jusqu’en 1931. Le plus important projet qu’il dirige durant cette période est celui de la mise sur pied d’un index des collections. En 1925, il complète son habilitation universitaire avec une thèse portant sur l’administration financière byzantine aux Xe siècle et XIe siècle. Ce travail devait permettre aux études byzantines de devenir l’une des disciplines de l’histoire économique. De 1931 jusqu’à sa retraite comme professeur émérite en 1958, il enseigne la philologie grecque du Moyen Âge et de l’époque contemporaine.
Dölger est membre du Parti populaire bavarois et membre des Stahlhelm (Casques d’acier) jusqu’à l’intégration de ce mouvement dans les rangs des SA en 1934. Il se retire des SA peu après et ne devient jamais membre du Parti national-socialiste des travailleurs allemands (NSDAP). En novembre 1946, il est démis de sa fonction de professeur et perd son poste de secrétaire à l’Académie bavaroise des sciences. En 1947 il est classé par décision judiciaire comme « sympathisant » du régime nazi.
Les travaux de Dölger lui valent nombre de distinctions dans le monde universitaire. Il devient ainsi membre titulaire de l’Académie bavaroise des sciences en 1935, membre correspondant de l’Académie allemande des sciences de Berlin en 1955, membre de l’Académie des sciences autrichienne, de l’Académie d’Athènes, de l’Académie des sciences de Bulgarie, de la British Academy, de l’Académie royale de Belgique, ainsi que de la Società Italiana di Storia del Diritto. Les universités d’Athènes (1937), de Thessalonique et de Sofia (1939) lui ont conféré un doctorat honorifique. Sa Bavière natale lui remet l’ordre du mérite bavarois en 1959 et la République fédérale d’Allemagne lui confère le même honneur en 1962, ainsi que la Grande Croix avec étoile en 1965.
De 1931 à 1963, Dölger dirige la revue Byzantinischen Zeitschrift (Journal des études byzantines). Il joue un rôle considérable dans le développement de sa propre discipline. Il est ainsi le créateur de la « diplomatique » en tant que branche autonome des études byzantines. Outre de nombreuses monographies qui sont réunies en deux recueils, son traitement sur les diplômes des empereurs byzantins fait date. Il parvient à réunir en cinq volumes quelque 3555 documents émis par les empereurs byzantins ou leur administration. Pour la première fois est publiée sous le titre de « Aus den Scharzkammern des Heiligen Berges » (Tiré du trésor de la montagne sainte), une impressionnante documentation tirée des archives du Mont Athos. Celle-ci parait l’année de sa mort en même temps que le manuel de Karayannopoulos sur les documents impériaux de l’empire byzantin.